# 尼科西亞城牆

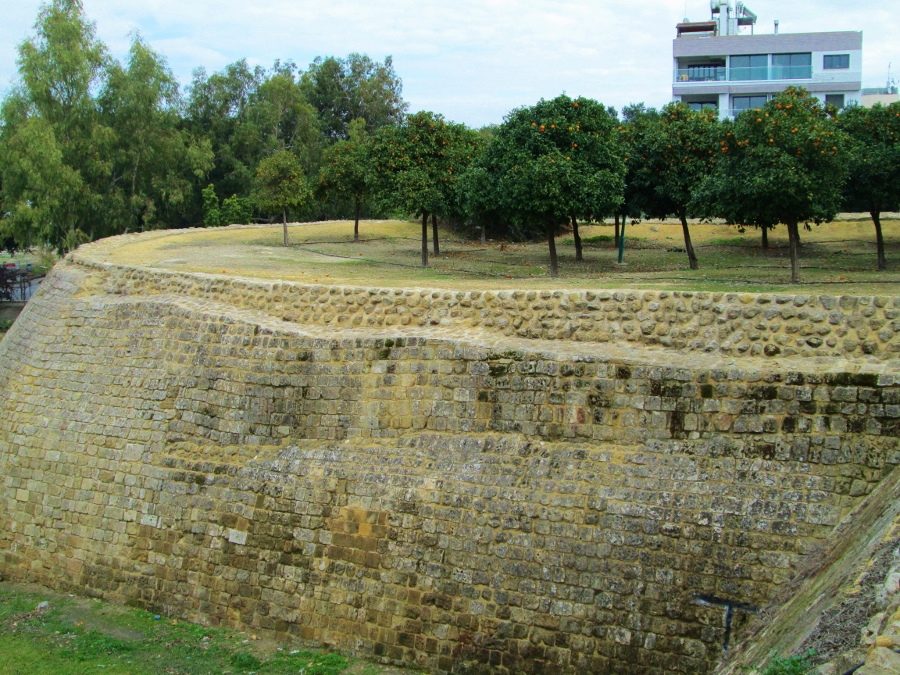
尼科西亞城牆

尼科西亞城牆（Walls of Nicosia）是塞普勒斯首都尼科西亞的城牆建築。最早的城牆修建於中世紀時期，但現在的城牆由威尼斯共和國修建於16世紀。尼科西亞城牆保存狀況完好，是東地中海地區保存狀況最完好的防禦工事，也是尼科西亞主要的觀光景點之一。